# Faciens misericordiam
Faciens misericordiam (Concessão do perdão) foi uma bula papal emitida pelo Papa Clemente V em 12 de agosto de 1308, como parte do julgamento contra os Cavaleiros Templários. Ele convocou um novo concílio ecumênico a ser realizado em 1310 e estabeleceu alguma estrutura para a coleta de depoimentos dos Templários presos.

## Encontro
A bula foi escrita no dia 8 de agosto e depois lida em voz alta no dia 12 no Colégio dos Cardeais.

## Conteúdo
O documento criou comissões papais encarregadas de investigar as ações dos Templários. Também convocou um concílio ecumênico para se reunir em 1310 para discutir os problemas urgentes que o Cristianismo enfrenta, como a organização de uma nova Cruzada. Em relação aos Templários, a bula ordenou a coleta de depoimentos de Templários de toda a cristandade, que seriam recolhidos e levados ao Papa para determinação sobre o destino da Ordem, destino esse que seria decidido e anunciado pelo Papa no concílio de 1310. O documento fazia uma distinção importante de que o destino dos Templários cabia ao papado, e a mais ninguém.

## Comissão parisiense
A Comissão Papal em Paris consistia em:
- Gilles Aycelin (arcebispo de Narbonne)
- Guillaume Durand (bispo de Mende)
- Guillaume Bonnet (bispo de Bayeux)
- Raynaud de La Porte  (bispo de Limoges)
- Jean de Montlaur (Bispo Maguelone)
- Mateus de Nápoles (notário apostólico)
- Jean de Mantoue (arquidiácono de Trento)
- Jean Argani (reitor da igreja de Aix)

## Conselho
Poucos dias depois da Faciens misericordiam, o Papa emitiu a bula Regnans in coelis, que indicava mais detalhes sobre o próximo concílio ecumênico. Embora ordenado a se reunir em 1310, o concílio foi adiado devido à duração do julgamento contra os Templários, mas acabou sendo convocado como o Conselho de Vienne de 1311 a 1312 em Vienne, Isère, sudeste da França.